# Машково (Голеньовський повіт)
Машково (пол. Maszkowo, нім. Maskow) — село в Польщі, у гміні Новоґард Голеньовського повіту Західнопоморського воєводства.
Населення — 183 особи (2011).
У 1975-1998 роках село належало до Щецинського воєводства.

## Демографія
Демографічна структура станом на 31 березня 2011 року:
|          | Загалом | Допрацездатний вік | Працездатний вік | Постпрацездатний вік |
| -------- | ------- | ------------------ | ---------------- | -------------------- |
| Чоловіки | 98      | 34                 | 63               | 1                    |
| Жінки    | 85      | 20                 | 52               | 13                   |
| Разом    | 183     | 54                 | 115              | 14                   |